# Klasztor Trójcy Świętej
Klasztor Trójcy Świętej (gr. Μονή Αγίας Τριάδος = Moni Ajias Triados) – średniowieczny monastyr w greckich Meteorach.

## Historia
Zgodnie z tradycją został on początkowo wybudowany w 1438 przez mnicha Dometiusza. Gromadzenie materiałów do budowy miało trwać prawie siedemdziesiąt lat, a sama budowa – osiemnaście. Jednakże z pisma wodza Symeona Uresi-Paleologa wynika, że monaster Trójcy Świętej już w 1362 był zorganizowanym zespołem klasztornym. 
Klasztor został splądrowany podczas okupacji niemieckiej w czasie II wojny światowej. Biblioteka (ze 120 manuskryptami oraz osobistymi zbiorami cennych książek podarowanych przez biskupa Stagi, Paischiosa) oraz skarbiec (z cennymi sprzętami liturgicznymi i kodeksami) zostały zdziesiątkowane, a utracone skarby bezpowrotnie stracone. Święte ikony przeniesiono wówczas do klasztoru Warłama, a manuskrypty do Ajos Stefanos.
Dawniej w klasztorze przebywało dziesięciu mnichów, w czerwcu 2008 – trzech. 

## Zabytki
Główna świątynia klasztorna (katolikon) wybudowana została w 1476 na planie równobocznego krzyża zwieńczonego kopułą. Ozdobiona jest freskami pochodzącymi z 1741, nawiązującymi stylowo do późnobizantyjskiej epoki malarskiej, wykonanymi przez dwóch braci – prezbiterów Antoniego i Mikołaja. W kopule umieszczony jest Chrystus Pantokrator w otoczeniu czterech ewangelistów, z których święty Łukasz przedstawiony jest jako rysujący ikonę Matki Boskiej. Absydę katolikonu zdobią okna triforia otoczone dekoracją z ceglanych „zębów” z monogramami Chrystusa i krzyżami. Wewnątrz nawy stoi nowy, rzeźbiony, złocisty ikonostas. Stary ikonostas wraz z cennymi ikonami (Chrystus z 1662 i Maria Panna z 1718) został skradziony w 1979. Zachowały się natomiast ikony Trójcy Świętej i Chrystusa ubranego w strój tesalski. Przedsionek świątyni (narteks) o wypukłej kopule, wybudowano w 1689, a ozdobiono malowidłami w roku 1692.
W kompleksie znajduje się mała, okrągła kaplica pod wezwaniem św. Jana Chrzciciela, wyciosana w skale, ozdobiona freskami w 1682. Powstała najprawdopodobniej na miejscu wcześniejszej pustelni. 
Poza tym zespół klasztorny obejmuje także: refektarz, cele mnichów, pokoje gościnne, pomieszczenia służbowe i gospodarcze.

## Wnętrza świątyni klasztornej pw. Trójcy Świętej – galeria

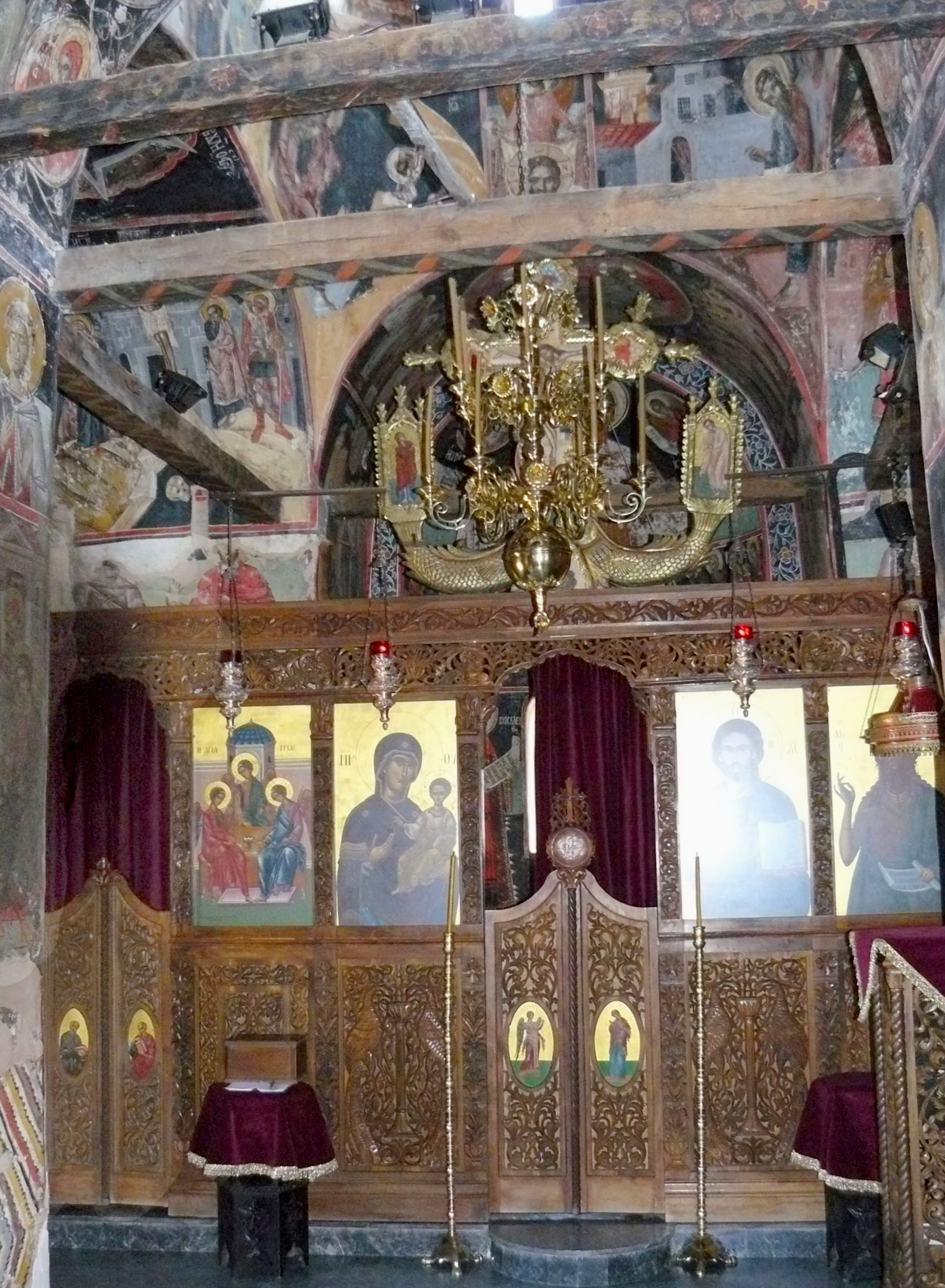
Ikonostas
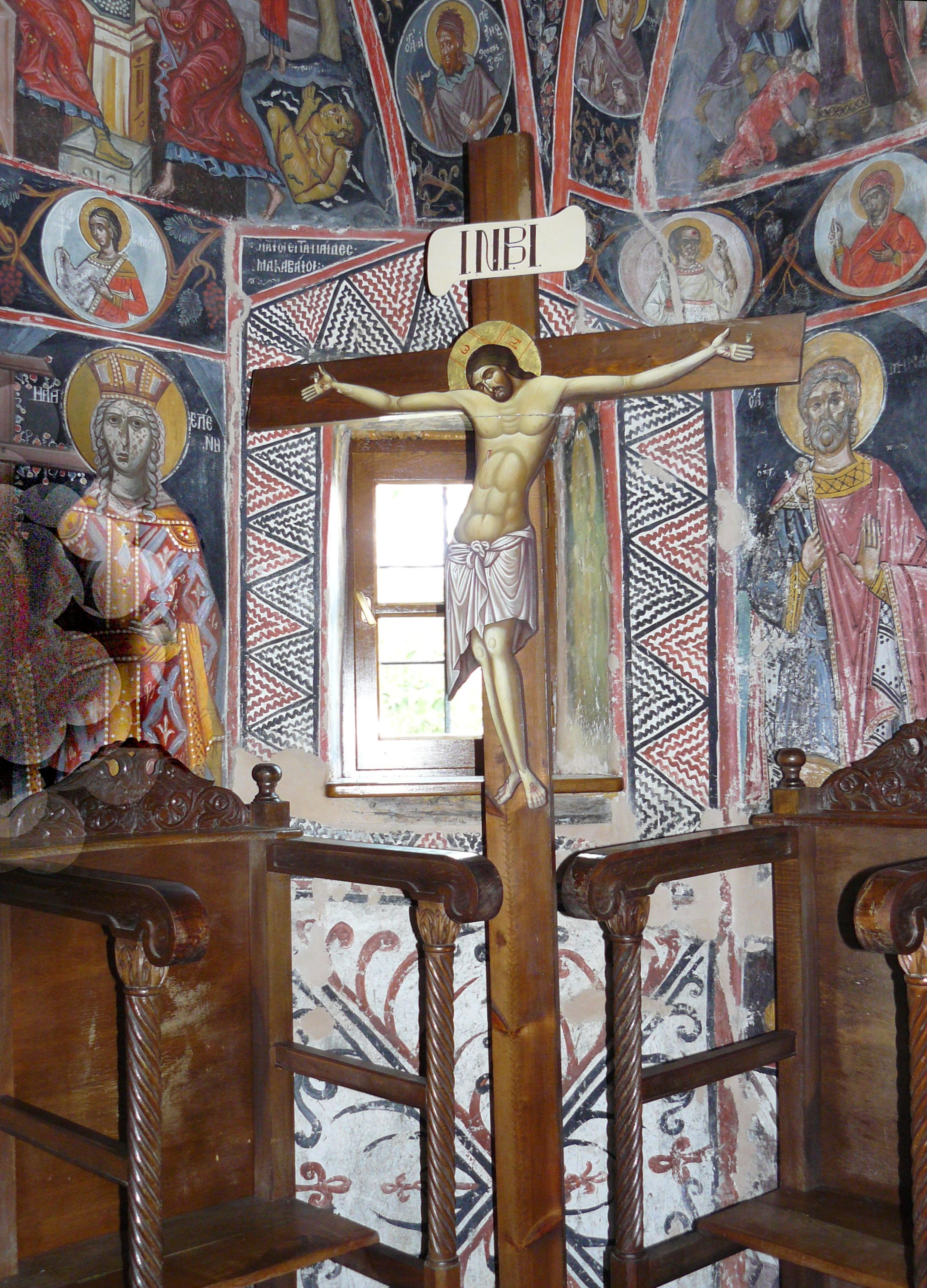
Krucyfiks i freski
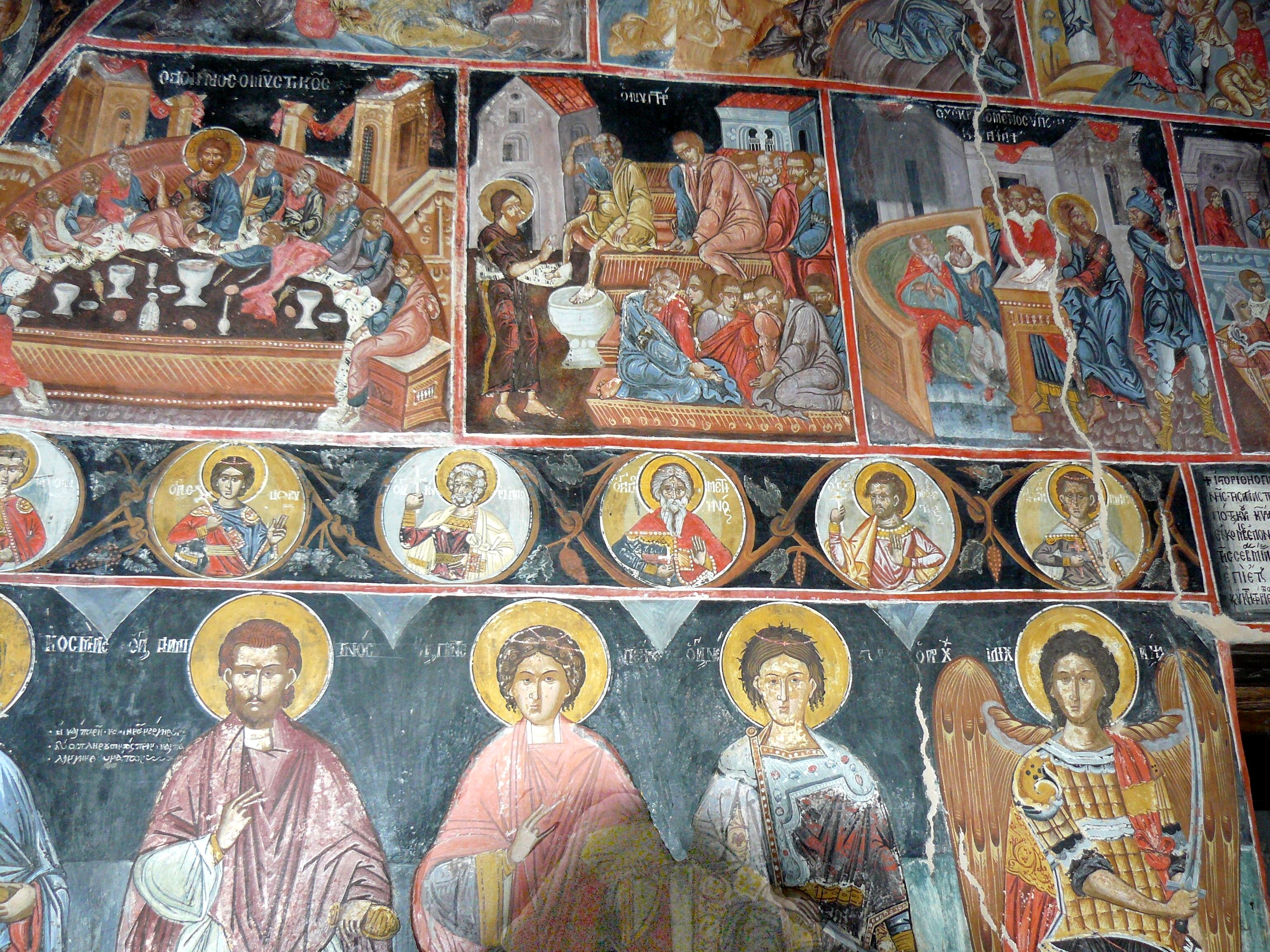
Freski na ścianach
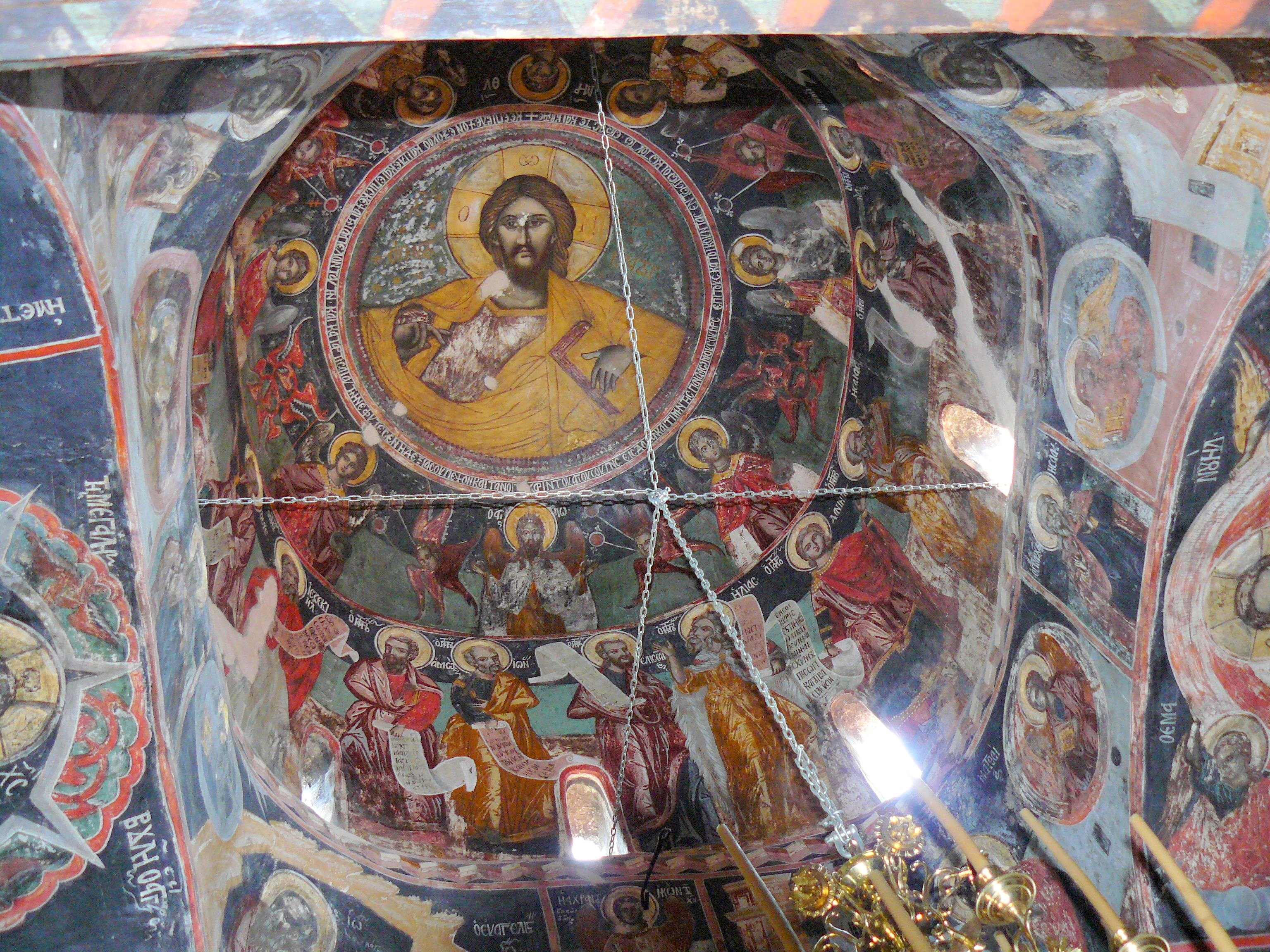
Kopuła świątyni